# Дания на «Евровидении-1963»
Дания принимала участие в Евровидении 1963, проходившем в Лондоне, Великобритания. Страну на конкурсе представил дуэт Грета и Йёрген Ингманн с песней «Dansevise», выступивший под номером 8. В этом году страна получила 42 балла, заняв таким образом первое место. Комментатором конкурса стал Оле Мортенсен (DR TV).
Грета и Йёрген Ингманн выступали в сопровождении оркестра под руководством Кая Мортенсена.

## Национальный отбор
| Номер | Артист                 | Песня                         | Баллы | Место |
| ----- | ---------------------- | ----------------------------- | ----- | ----- |
| 1     | Пребен Март            | «Abstrakt»                    | 0     | 8-е   |
| 2     | Bjørn Tidmand          | «Amiga mia»                   | 30    | 2-е   |
| 3     | Грета и Йёрген Ингманн | «Dansevise»                   | 44    | 1-е   |
| 4     | Melody Mixers          | «Harlekin og Colmbine»        | 11    | 6-е   |
| 5     | Дарио Кампеотто        | «Kære du»                     | 15    | 5-е   |
| 6     | Гитте Хеннинг          | «Lille sarte kvinde»          | 22    | 4-е   |
| 7     | Бирте Вильке           | «Pourquoi»                    | 24    | 3-е   |
| 8     | Грета Сонк             | «Verden er en gammal bekendt» | 4     | 7-е   |

Национальный отбор, в формате Dansk Melodi Grand Prix, состоялся 24 февраля 1963 года в Tivoli Concerthall в Копенгагене, ведущей стала Marianne Birkelund. Жюри состояло из 10-ти человек.
В отборе приняли участие Бирте Вильке, представительница Дании на конкурсе в 1957 и 1959 годах, а также Дарио Кампеотто, участник «Евровидения-1961».

## Страны, отдавшие баллы Дании
Каждая страна присуждала от 1 до 5 баллов пяти наиболее понравившимся песням.
| Отдали Дании…                                  | Отдали Дании… | Отдали Дании…                    | Отдали Дании…   |
| 5 баллов                                       | 4 балла       | 3 балла                          | 2 балла         |
| ---------------------------------------------- | ------------- | -------------------------------- | --------------- |
| Финляндия Нидерланды Бельгия Швеция Люксембург | Норвегия      | Австрия Швейцария Великобритания | Италия Германия |

Голосование запомнилось путаницей с норвежским жюри, которое не смогло объявить свои результаты голосования как следует, поскольку не успело их подсчитать. Было решено продолжить к другим странам, и вернуться к норвежцам в конце. Перед повторным оглашением голосов норвежского жюри, лидером была Швейцария с 42-мя баллами, в то время, как Дания занимала вторую строчку с 40 баллами. Изначально норвежское жюри сообщило, что присуждает 3 балла Швейцарии, и 2 — Дании; но при повторном оглашении голосов, Швейцария получила лишь один балл, в то время, как Дания получила 4, что позволило ей занять первое место. Из-за этого инцидента начался скандал, поскольку многие были уверены, что норвежцы сделали это специально, чтобы помочь своим соседям победить, однако позже проведённое расследование показало, что баллы от Норвегии были объявлены правильно.

## Страны, получившие баллы от Дании
| 5 баллов | Италия         |
| 4 балла  | Швейцария      |
| 3 балла  | Великобритания |
| 2 балла  | Люксембург     |
| 1 балл   | Австрия        |